# Forever Love (観月ありさの曲)
『Forever Love』（フォーエヴァー・ラブ）は、日本の女性歌手、観月ありさの13枚目のシングル。

## 解説
- アサヒ飲料「KAFEO」のCMソング。
- 日本コロムビア在籍最後のシングル。
- 本作からローマ字表記が「ALISA MIZUKI」に変わっている。

## 収録曲
※全作詞・作曲：伊秩弘将　全編曲：水島康貴
1. Forever Love
アサヒ飲料「KAFEO」 CMソング。
2. in my life
3. Forever Love（オリジナル・カラオケ）

## 収録アルバム
- FIORE II Alisa Mizuki Best Song Collection
- HISTORY〜ALISA MIZUKI COMPLETE SINGLE COLLECTION〜
- VINGT-CINQ ANS